# Лобанов, Александр Михайлович
Александр Михайлович Лобанов — советский государственный и политический деятель, председатель Вологодского областного исполнительного комитета.

## Биография
Родился в Зобове Тверской губернии в 1902 году. Член ВКП(б) с 1928 года.
С 1925 года — на общественной и политической работе. В 1925—1950 гг. — на заводе «Красный треугольник» (Ленинград), председатель Сокольской районной плановой комиссии, заместитель председателя, председатель Исполнительного комитета Сокольского районного Совета, председатель Вологодской областной плановой комиссии, заместитель председателя Организационного комитета Президиума Верховного Совета РСФСР по Вологодской области, заместитель председателя, председатель Исполнительного комитета Вологодского областного Совета.
Избирался депутатом Верховного Совета СССР 1-го и 2-го созывов.